# Liste der Baudenkmäler in Harsdorf
Auf dieser Seite sind die Baudenkmäler in der oberfränkischen Gemeinde Harsdorf zusammengestellt. Diese Tabelle ist eine Teilliste der Liste der Baudenkmäler in Bayern. Grundlage ist die Bayerische Denkmalliste, die auf Basis des Bayerischen Denkmalschutzgesetzes vom 1. Oktober 1973 erstmals erstellt wurde und seither durch das Bayerische Landesamt für Denkmalpflege geführt wird. Die folgenden Angaben ersetzen nicht die rechtsverbindliche Auskunft der Denkmalschutzbehörde.
 Diese Liste gibt den Fortschreibungsstand vom 19. August 2014 wieder und enthält 21 Baudenkmäler.

## Baudenkmäler nach Ortsteilen

### Harsdorf
| Lage                                                                                      | Objekt                                                    | Beschreibung | Akten-Nr.              | Bild                                                      |
| ----------------------------------------------------------------------------------------- | --------------------------------------------------------- | --- | ---------------------- | --------------------------------------------------------- |
| An der Kirche (Standort)                                                                  | Hauszeichen eines Schmiedes                               | Bezeichnet „1749“ | D-4-77-119-4 Wikidata  | Hauszeichen eines Schmiedes                               |
| An der Kirche 2 (Standort)                                                                | Wohnstallhaus                                             | Eingeschossiger Sandsteinquaderbau, Satteldach, zweites Viertel 19. Jahrhundert | D-4-77-119-2 Wikidata  | Wohnstallhaus                                             |
| An der Kirche 3 (Standort)                                                                | Kleinhaus                                                 | Zweigeschossiger Giebelbau, bezeichnet „1781“ | D-4-77-119-3 Wikidata  | Kleinhaus                                                 |
| An der Kirche 9 (Standort)                                                                | Evangelisch-lutherische Pfarrkirche St. Martin            | Saalkirche mit Ostturm, 1629, Langhaus 1765, im Kern spätgotisch; mit Ausstattung | D-4-77-119-5 Wikidata  | weitere Bilder                                            |
| An der Kirche 9 (Standort)                                                                | Kirchhofummauerung                                        | Bezeichnet „1763“ | D-4-77-119-5 Wikidata  | Kirchhofummauerung                                        |
| An der Kirche 16 (Standort)                                                               | Evangelisch-lutherisches Pfarrhaus                        | Zweigeschossiger Giebelbau, Anfang 18. Jahrhundert, über Kern des 16. Jahrhunderts, bezeichnet „1690“ und „1717“ | D-4-77-119-6 Wikidata  | Evangelisch-lutherisches Pfarrhaus                        |
| An der Kirche 16 (Standort)                                                               | Nebengebäude                                              | Zugehöriger eingeschossiger Frackdachbau, wohl 19. Jahrhundert | D-4-77-119-6 Wikidata  | Nebengebäude                                              |
| Bahnhofstraße 1 (Standort)                                                                | Bahnhof, Bahnhofsgebäude der ersten bayerischen Pachtbahn | Zweigeschossiger Satteldachbau mit straßenseitigem Mittelgiebel, massiv und verputzt, Architekturgliederung in Sandstein und Fahrdienstleiterhaus mit Stellwerk, eingeschossiger Pultdachbau, bahnsteigseitig versetzt angefügt, nach 1856 | D-4-77-119-21 Wikidata | Bahnhof, Bahnhofsgebäude der ersten bayerischen Pachtbahn |
| An der Zettelmeiseler Straße in Richtung Haselbach, 100 m nordöstlich der A 70 (Standort) | Steinkreuz                                                | Bezeichnet „1614“ | D-4-77-119-10 Wikidata | Steinkreuz                                                |
| Hauptstraße 15; Hauptstraße; In Harsdorf (Standort)                                       | Wohnhaus                                                  | Zweigeschossiger Sandsteinquaderbau über hakenförmigem Grundriss, Walmdach, bezeichnet „1802“ | D-4-77-119-7 Wikidata  | Wohnhaus                                                  |
| Hauptstraße 15; Hauptstraße; In Harsdorf (Standort)                                       | Toranlage                                                 | Zugehörig | D-4-77-119-7 Wikidata  | Toranlage                                                 |
| Hauptstraße 23; Hauptstraße (Standort)                                                    | Wohnstallhaus                                             | Zweigeschossiger verputzter Sandsteinquaderbau mit aufwendig gestaltetem Giebel, Satteldach, bezeichnet „1851“ | D-4-77-119-8 Wikidata  | Wohnstallhaus                                             |
| Hauptstraße 23; Hauptstraße (Standort)                                                    | bekrönte Eingangspfeiler                                  | | D-4-77-119-8 Wikidata  | bekrönte Eingangspfeiler                                  |
| Hirtengasse 2 (Standort)                                                                  | Wohnstallhaus                                             | Zweigeschossiger Satteldachbau, Sandstein mit Fachwerk, Frackdach, 1753 | D-4-77-119-9 Wikidata  | Wohnstallhaus                                             |
| Hirtengasse 2 (Standort)                                                                  | Hofhäuschen                                               | Mit erdgeschossigen Stallungen, Frackdach, wohl 1726; Scheune, Satteldach, innen bezeichnet „1702“ | D-4-77-119-9 Wikidata  | Hofhäuschen                                               |
| Hirtengasse 2 (Standort)                                                                  | Scheune                                                   | Satteldach, innen bezeichnet „1702“ | D-4-77-119-9 Wikidata  | Scheune                                                   |
| Hirtengasse 2 (Standort)                                                                  | Einfriedung                                               | Mit zwei Toren | D-4-77-119-9 Wikidata  | Einfriedung                                               |

### Hettersreuth
| Lage                      | Objekt        | Beschreibung                                                        | Akten-Nr.              | Bild          |
| ------------------------- | ------------- | ------------------------------------------------------------------- | ---------------------- | ------------- |
| Hettersreuth 3 (Standort) | Wohnstallhaus | Ein- und zweigeschossiger Satteldachbau, Wohnteil bezeichnet „1798“ | D-4-77-119-11 Wikidata | Wohnstallhaus |
| Hettersreuth 3 (Standort) | Austragshaus  | Zweigeschossiger Sandsteinquaderbau, Satteldach, bezeichnet „1785“  | D-4-77-119-11 Wikidata | Austragshaus  |

### Lettenhof
| Lage                                                                                  | Objekt     | Beschreibung    | Akten-Nr.     | Bild |
| ------------------------------------------------------------------------------------- | ---------- | --------------- | ------------- | ---- |
| Berg, circa 300 m nördlich des Lettenhofes, am Weg auf den Muschelkalkberg (Standort) | Kreuzstein | Mittelalterlich | D-4-77-119-12 | BW   |

### Sandreuth
| Lage                       | Objekt        | Beschreibung                                                                                               | Akten-Nr.              | Bild          |
| -------------------------- | ------------- | --- | ---------------------- | ------------- |
| Sandreuth 2 (Standort)     | Wohnstallhaus | Zweigeschossiger Traufseitbau, Sandsteinquadererdgeschoss bezeichnet „1835“, 1902 aufgestockt              | D-4-77-119-13 Wikidata | Wohnstallhaus |
| Sandreuth 3 (Standort)     | Wohnstallhaus | Zweigeschossiger Giebelbau, Erdgeschoss in überstrichenem Sandstein, bezeichnet „1815“, später aufgestockt | D-4-77-119-14 Wikidata | Wohnstallhaus |
| Sandreuth 3 (Standort)     | Backhaus      | Zugehöriger, eingeschossiger Satteldachbau, 19. Jahrhundert                                                | D-4-77-119-14 Wikidata | BW            |
| Sandreuth 4 (Standort)     | Türrahmung    | Sandstein, bezeichnet „1815“                                                                               | D-4-77-119-15 Wikidata | Türrahmung    |
| vor Sandreuth 5 (Standort) | Kreuzstein    | Sandstein, mittelalterlich                                                                                 | D-4-77-119-18          | Kreuzstein    |
| Sandreuth 10 (Standort)    | Türrahmung    | Sandstein, bezeichnet „1860“                                                                               | D-4-77-119-16 Wikidata | Türrahmung    |
| Sandreuth 11 (Standort)    | Türrahmung    | Sandstein, bezeichnet „1861“                                                                               | D-4-77-119-17 Wikidata | Türrahmung    |

### Zettmeisel
| Lage                    | Objekt        | Beschreibung                                                                         | Akten-Nr.              | Bild          |
| ----------------------- | ------------- | ------------------------------------------------------------------------------------ | ---------------------- | ------------- |
| Zettmeisel 2 (Standort) | Wohnstallhaus | Ein- und zweigeschossiger Satteldachbau mit Wohnteil in Sandstein, bezeichnet „1843“ | D-4-77-119-19 Wikidata | Wohnstallhaus |